# Perrigny-sur-Loire
Perrigny-sur-Loire è un comune francese di 152 abitanti situato nel dipartimento della Saona e Loira, nella regione della Borgogna-Franca Contea.

## Società

### Evoluzione demografica
Abitanti censiti